# Terugkoppeling

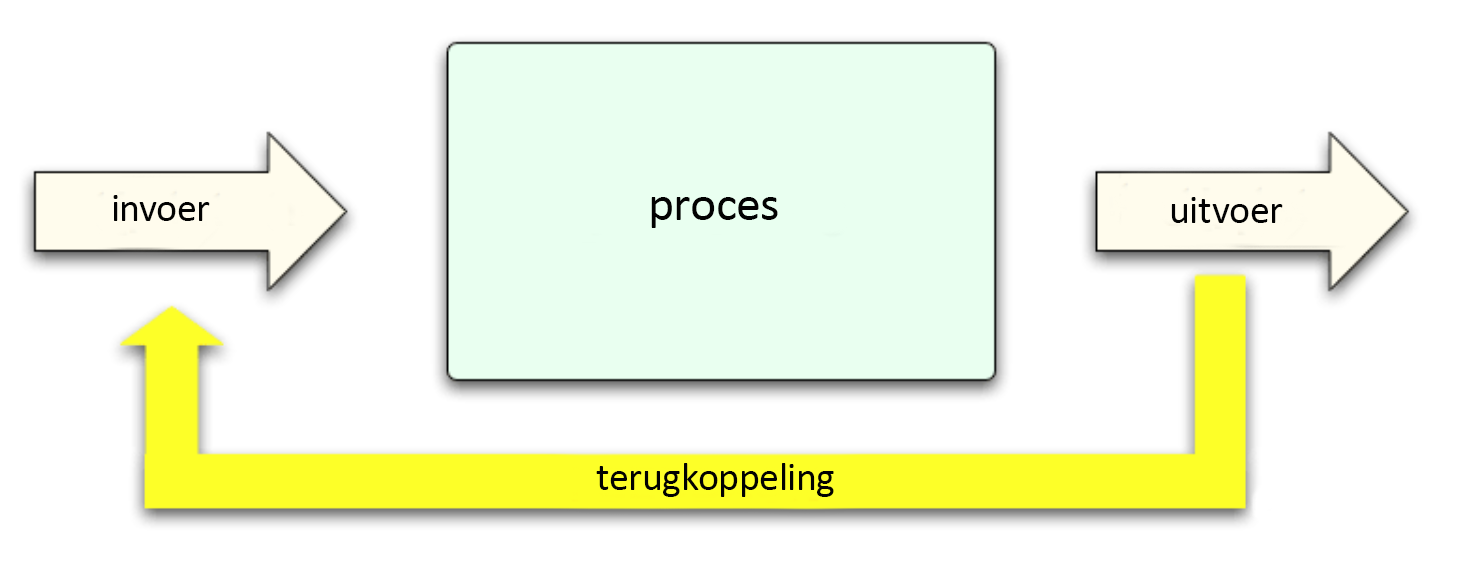
Terugkoppeling

Terugkoppeling of feedback is een proces waarbij de uitkomst van een bewerking, van een proces aan de invoer wordt teruggevoerd. Er wordt van terugkoppeling of feedback gesproken wanneer gegevens na verwerking opnieuw worden aangeboden ter vergelijking of verwerking.

## Soorten
- Meekoppeling of positieve feedback heeft de neiging om de uitkomst (output) van het proces te verhogen.
- Tegenkoppeling of negatieve feedback heeft de neiging om de uitkomst (output) van het proces te verminderen.
- Complexe terugkoppelingen hebben tot gevolg dat de uitkomst in meerdimensionale systemen in een andere richting verandert.

## Toepassingen

### Geluidsweergave
Bij geluidsweergave spreekt men van audiofeedback wanneer het versterkte signaal door een microfoon opnieuw wordt opgepikt. Dit kan het welbekende rondzingen veroorzaken, soms ook wel abusievelijk Mexicaanse hond genoemd, dat de meeste mensen kennen als een vervelend hoogfrequent geluid, ook bekend als Larseneffect. Terugkoppeling komt echter in alle frequentiegebieden voor. In lage frequentiegebieden is het hoorbaar als een soort gerommel uit de luidsprekers. Gitaristen kunnen rondzingen dat optreedt via de elementen van hun instrument bewust toepassen om hun spel te verrijken, maar het kan ook zeer hinderlijk zijn. Er bestaat specifieke apparatuur om rondzingen tegen te gaan. De meest gebruikte bestrijdingswijze is het met een equalizer verzwakken van de frequenties waarin rondzingen dreigt. De feedbackdestroyer is een specifiek apparaat dat het begin van rondzingen zelfstandig opspoort en dempt. Gezien de kostprijs van dit apparaat wordt het minder gebruikt dan de equalizer.
Er bestaat wat spraakverwarring over de woorden terugkoppeling, feedback en rondzingen. Rondzingen kenmerkt zich door een toon die aanzwelt, totdat het niet harder meer kan. Het ontstaat als de rondgaande versterking voor die toon meer dan 1x is. De toonhoogte wordt bepaald door de omstandigheden en kan vanuit zachte storing ontstaan. Het rondzingen hoeft niet meteen hoorbaar te zijn. De toonhoogte hoeft niets met de muziek van doen te hebben. Als de rondgaande versterking van een toon net kleiner dan 1 is, dan gaat hij niet rondzingen. Het te langzaam uitsterven kan wel heel hinderlijk zijn. Als voor alle tonen de rondgaande versterking voldoende kleiner dan 1 zijn, dan is er nog steeds terugkoppeling, maar niet hinderlijk en soms zelfs nuttig.

### Meet- en regeltechniek
In de meet- en regeltechniek wordt de feedbackloop gebruikt om processen te beheersen. Zo wordt bij een servomotor de stand van de motor teruggekoppeld en vergeleken met het stuursignaal om vast te stellen of de te bereiken stand daadwerkelijk bereikt is.

Inverterende opampschakeling met een versterking van
A = -R_{in} / R_{f}

### Elektronica
In de elektronica worden terugkoppelingen veelvuldig gebruikt in oscillatoren, filters en versterkers. In oscillatoren is een filter in de terugkoppeling van een versterker opgenomen. Bij de frequentie waarbij de transmissiefunctie van het filter een maximum heeft wordt het signaal teruggevoerd naar de ingang van de versterker. Daardoor treedt bij die frequentie een positieve terugkoppeling en resonantie op terwijl signalen met andere frequenties worden onderdrukt.

### Centrifugaalregelaar
Een centrifugaalregelaar is een apparaat dat de hoeksnelheid van een as van machine regelt. Dit is een voorbeeld van een negatieve terugkoppeling.

### Biofeedback als therapie
Biofeedback wil zeggen dat men lichamelijke reacties waarvan men zich doorgaans niet bewust is kenbaar maakt. Gespannenheid en stress gaan bijvoorbeeld vaak samen met een verhoogde spierspanning of hartslag. Met speciale apparatuur kan men deze activiteit omzetten in bepaalde signalen (bijvoorbeeld een toon die in hoogte varieert) die aan een patiënt worden aangeboden. Daardoor wordt het makkelijker deze activiteit te controleren, bijvoorbeeld met als doel het activatieniveau te verlagen en daardoor mogelijk de psychische klachten te verlichten.

### Persoonlijke relaties
In persoonlijke relaties wordt gesproken van terugkoppeling als de ene persoon van de andere een kritische reactie krijgt op zijn of haar functioneren. Dit kan volgens vaste regels gebeuren, zodat het minder snel als kwetsend wordt ervaren.

### Onderwijs
Doordat de leerkracht aan de leerling feedback geeft over het geleverde werk, wordt deze actief betrokken bij het eigen leerproces.

### Biologie
In de fysiologie kennen we veel hormonale feedbacklussen. De vorming van hypofysehormonen wordt over het algemeen geremd door de hormonen die ze induceren. Daardoor treden niet zo snel extremen op. In het opgroeiende embryo kan ook positieve terugkoppeling van hormonen optreden, waardoor ontwikkelingen worden uitvergroot. Een ander voorbeeld van positieve terugkoppeling is de ovulatie waar de follikel die de meeste receptoren heeft voor oestrogenen ook snel meer receptoren kan maken. Daardoor zal slechts de 'winnende' follikel uiteindelijk ovuleren.

### Muziek
In de popmuziek maken veel gitaristen gebruik van versterkerfeedback. Jimi Hendrix was een pionier in deze techniek. Ook de Japanse psychedelische-noiserockband Les Rallizes Dénudés gebruikt erg veel feedback en distortion.

## Wiskundige modellen en toepassingen

### Modellen
Veel processen waarin terugkoppelingen een rol spelen kunnen in veel gevallen door middel van eenvoudige wiskundige modellen beschreven worden. De wiskundige modellen worden meestal door differentiaalvergelijkingen weergegeven. Deze modellen worden tot de dynamische systemen gerekend. Meestal worden de eigenschappen van het systeem  door de waarde van enkele parameters in het model bepaald.

#### Differentiaalvergelijkingen
De eenvoudigste uitdrukking voor een systeem met een terugkoppeling wordt gegeven door een lineaire differentiaalvergelijking met twee parameters:
{\displaystyle {\frac {d^{n}f(t)}{dt^{n}}}=p\ f(t)}
waarin p de terugkoppeling kwantificeert en n de orde van de differentiaalvergelijking is. Als algemene oplossing kiest men de exponentiële functie:
{\displaystyle f(t)=f_{0}\ e^{a\ t}}
met grondtal e met de afgeleiden:
{\displaystyle {\frac {d^{n}f(t)}{dt^{n}}}=f_{0}\ a^{n}\;e^{a\ t}=a^{n}\ f(t)}
zodat met {\displaystyle p=a^{n}} de oplossing gegeven wordt door:
{\displaystyle f(t)=f_{0}\ e^{{\sqrt[{n}]{p}}\;t}}
waarin {\displaystyle f_{0}} de waarde van {\displaystyle f(t)} is op tijdstip {\displaystyle t=0}. Als men in dit model de waarden van n en p kent dan kan de oplossing direct gegeven worden.
In de wetenschap en techniek worden vaak stelsels met meerdere functies met eerste en tweede-orde gewone en partiële differentiaalvergelijkingen met complexe terugkoppelingen in modellen gebruikt.

#### Andere modellen
Naast differentiaalvergelijkingen worden ook andere wiskundige technieken en modellen gebruikt om systemen met terugkoppelingen te onderzoeken en te beschrijven. Daaronder vallen onder andere methoden uit de discrete wiskunde zoals differentievergelijkingen en logische systemen met recursie en zelfreferentie.

### Praktische toepassingen
Wiskundige modellen waarin terugkoppelingen een rol spelen worden toegepast in vrijwel alle gebieden van wetenschap en techniek. Ontwerpers en technici gebruiken parameters uit de modellen om de terugkoppelingen in de systemen aan te passen aan de behoeften.

#### Epidemiologie

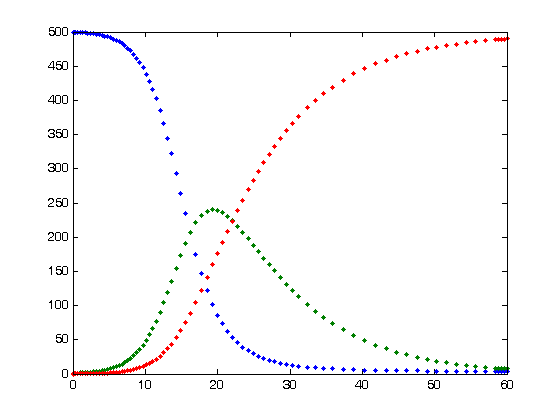
Een epidemie houdt na een tijdje vanzelf op, omdat het aantal vatbare personen te sterk is afgenomen.
vatbaar
ziek
resistent

Een ziekteverwekker verspreidt zich in een populatie waarin op een bepaald moment {\displaystyle N_{z}(t)} individuen ziek zijn. Deze individuen besmetten andere individuen zodat het aantal zieken door een positieve terugkoppeling toeneemt. De toename in het aantal ziektegevallen is evenredig met het aantal zieken dat er op een bepaald moment is:
{\displaystyle {\frac {dN_{z}(t)}{dt}}=c\ N_{z}(t)}
waarin c de besmettelijkheid van de ziekte weergeeft. Dit leidt tot een exponentiële groei van het aantal zieke individuen binnen de populatie:
{\displaystyle N_{z}(t)=N_{z}^{0}e^{c\;t}}
In de praktijk ziet men aan het begin van een epidemie vaak een exponentiële groei van het aantal zieke individuen. Na verloop van tijd vlakt die groei meestal af. Niet alle individuen hoeven vatbaar te zijn voor de ziekte en individuen die de ziekte overleven en ervan genezen zijn daarna meestal resistent geworden voor de ziekte zoals weergegeven in de figuur rechts. Deze effecten kunnen ook in differentiaalvergelijkingen opgenomen worden hoewel ze daarin meestal niet-lineaire termen opleveren waardoor het vinden van analytische oplossingen van die vergelijkingen lastig of onmogelijk wordt. Daardoor moet men vaak deeloplossingen en benaderingen uitwerken of numerieke oplossingen berekenen om de  waarden van parameters in de modellen te kunnen bepalen.
Voor de bestrijding van ziekten is het van belang om over een epidemiologisch model te beschikken waarin men de waarde en de eigenschappen van de parameters kent. In de landbouw kunnen epidemieën bijvoorbeeld voorkomen of in omvang beperkt worden door de dichtheid van gewassen of de grootte veestapels in een bepaald gebied te reduceren. Daardoor neemt de kans op overdracht van ziekteverwekkers tussen individuen en het uitbreken van epidemieën af.

#### Dempen van resonanties
De bewegingsvergelijking voor een harmonische oscillator die door een externe oscillator aangedreven wordt wordt gegeven door:
{\displaystyle m{d^{2}y \over dt^{2}}+b{dy \over dt}+ky=F_{m}\cos(\omega t)}
Hierin is {\displaystyle y} de uitwijking van het oscillerende lichaam t.o.v. de evenwichtspositie, m de massa van het oscillerende lichaam, k de krachtconstante van de veer volgens de wet van Hooke, b de grootte van de demping die evenredig is met de snelheid van het lichaam, Fe de grootte van de kracht die de externe oscillator op het lichaam uitoefent en {\displaystyle \omega } de hoekfrequentie van de aandrijving door de externe oscillator. De parameters k, b en m bepalen een complexe terugkoppeling tussen uitwijking, snelheid en versnelling van het oscillerende lichaam. Als de wrijving en de aandrijving weggelaten worden krijgen we de bewegingsvergelijking:
{\displaystyle m{d^{2}y \over dt^{2}}=-k\;y}
Hierin is te zien dat de kracht tegengesteld en negatief teruggekoppeld is aan de uitwijking. Het resultaat is een oscillatie met een hoekfrequentie van;
{\displaystyle \omega _{0}={\sqrt {\frac {k}{m}}}}
en een uitwijking {\displaystyle y(t)=y_{0}\;\cos(\omega _{0}t)}. De resonatiefrequentie van de oscillator is evenredig met de wortel uit de sterkte van de terugkoppeling.

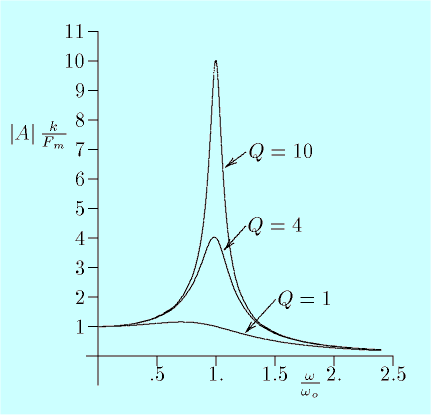
Responsfunctie van een gedempte harmonische oscillator

Als we een wrijvingskracht toevoegen dan is die tegengesteld en negatief teruggekoppeld aan de snelheid. Ze is een bovendien kwart periode uit fase met de uitwijking. De terugkoppeling tussen wrijving en uitwijking is daarom positief noch negatief maar complex.
Als de aandrijving toegevoegd wordt kan na wat algebra afgeleid worden dat de beweging beschreven wordt door
{\displaystyle y=A\;\cos(\omega t)}
met de responsfunctie A die gegeven wordt door:
{\displaystyle A={F_{m} \over k}{1 \over 1-\left({\omega  \over \omega _{o}}\right)^{2}+j{\omega  \over \omega _{o}}{\sqrt {b^{2} \over km}}}}
waarin {\displaystyle \scriptstyle {j={\sqrt {-1}}}}. Als we voor de mechanische kwaliteitsfactor de uitdrukking {\displaystyle \scriptstyle {Q={{\sqrt {km}} \over b}}} substitueren dan krijgen we:
{\displaystyle A={F_{m} \over k}{1 \over 1-\left({\omega  \over \omega _{o}}\right)^{2}+j{\omega  \over \omega _{o}}{1 \over Q}}}
waarin Q bepalend is voor de sterkte van de resonantie.
De amplitude van de resonantie is bij de resonantiefrequentie:
{\displaystyle A={\frac {F_{m}}{k}}Q}
Voor kritische demping geldt Q = 0.5 of {\displaystyle b=2{\sqrt {k\;m}}}.
Bij het ontwerp van onder andere auto's, vliegtuigen, bruggen en hoge gebouwen worden mechanische modellen gebruikt waarvoor het model van de harmonische oscillator de basis vormt. Om te zorgen dat auto's en vliegtuigen goede rij- en vliegeigenschappen hebben moeten resonanties gedempt worden om slingeren te voorkomen. Grote constructies als bruggen en wolkenkrabbers mogen onder zware weersomstandigheden zoals stormen, niet resoneren. Aan de andere kant mag bij voertuigen de demping niet te sterk zijn om te voorkomen dat het voertuig te traag reageert op de besturing. In het door Philips (Breda) bedachte systeem van electronische demping van lage tonen luidsprekers, Motional Feedback, ligt hetzelfde, hierboven beschreven, principe ten grondslag. Meestal ligt de optimale demping dicht in de buurt van de kritische demping met Q = 0.5.